# Pogonolobus reticulatus
Pogonolobus reticulatus är en måreväxtart som beskrevs av Ferdinand von Mueller. Pogonolobus reticulatus ingår i släktet Pogonolobus och familjen måreväxter. Inga underarter finns listade i Catalogue of Life.